# Segundo Consistório Ordinário Público de 1882

## Cardeais Eleitores
| Nº                 | País               | Nome               | Idade              | Cargo                        | Título ou Diaconia                     |
| Cardeais eleitores | Cardeais eleitores | Cardeais eleitores | Cardeais eleitores | Cardeais eleitores           | Cardeais eleitores                     |
| ------------------ | ------------------ | ------------------ | ------------------ | ---------------------------- | -------------------------------------- |
| 1                  | Itália             | Angelo Bianchi     | 64                 | Núncio apostólico na Espanha | Cardeal-presbítero de Santa Praxedes   |
| 2                  | Polónia            | Włodzimierz Czacki | 48                 | Núncio apostólico na França  | Cardeal-presbítero de Santa Pudenciana |

## Link Externo
- «Catholic Hierarchy» (em inglês)